# Tênis nos Jogos Sul-Americanos de 2018
As competições de tênis nos Jogos Sul-Americanos de 2018 ocorreram entre 28 de maio e 2 de junho em um total de 5 eventos. As competições aconteceram no Centro de Alto Rendimento Federico Román, localizado em Villa Tunari, Bolívia.

## Calendário
| P | Primeira rodada | S | Segunda rodada | ¼ | Quartas de final | ½ | Semifinais | F | Finais/Medalhas |

| Evento↓Data →     | Seg 28 | Ter 29 | Qua 30 | Qui 31 | Sex 1 | Sáb 2 |
| ----------------- | ------ | ------ | ------ | ------ | ----- | ----- |
| Simples masculino | P      | P      | S      | ¼      | ½     | F     |
| Simples feminino  | P      | P      | S      | ¼      | ½     | F     |
| Duplas masculinas |        | P      |        | ¼      | ½     | F     |
| Duplas femininas  |        | P      |        | ¼      | ½     | F     |
| Duplas mistas     |        |        | ¼      |        | ½     | F     |

## Medalhistas
Masculino
| Evento           | Ouro                                   | Prata                                    | Bronze                                          |
| ---------------- | -------------------------------------- | ---------------------------------------- | ----------------------------------------------- |
| Simples detalhes | Tomás Barrios Vera CHI Chile           | Francisco Cerundolo ARG Argentina        | Juan Pablo Varillas PER Peru                    |
| Duplas detalhes  | Diego Hidalgo Emilio Gómez ECU Equador | Jorge Panta Juan Pablo Varillas PER Peru | Cristian Rodríguez Eduardo Struvay COL Colômbia |

Feminino
| Evento           | Ouro                                    | Prata                                             | Bronze                                    |
| ---------------- | --------------------------------------- | ------------------------------------------------- | ----------------------------------------- |
| Simples detalhes | Montserrat González PAR Paraguai        | Daniela Seguel CHI Chile                          | Fernanda Brito CHI Chile                  |
| Duplas detalhes  | Alexa Guarachi Daniela Seguel CHI Chile | Camila Giangreco Montserrat González PAR Paraguai | Camila Romero Lisalou Paredes ECU Equador |

Misto
| Evento          | Ouro                                         | Prata                                    | Bronze                                |
| --------------- | -------------------------------------------- | ---------------------------------------- | ------------------------------------- |
| Duplas detalhes | Aymet Uzcátegui Roberto Maytín VEN Venezuela | Melany Krywoj Tomás Farjat ARG Argentina | Alexa Guarachi Gonzalo Lama CHI Chile |

## Quadro de medalhas
| Ordem | País          | Medalha de ouro | Medalha de prata | Medalha de bronze | Total | Ordem por total |
| ----- | ------------- | --------------- | ---------------- | ----------------- | ----- | --------------- |
| 1     | CHI Chile     | 2               | 1                | 2                 | 5     | 1               |
| 2     | PAR Paraguai  | 1               | 1                |                   | 2     | 2               |
| 3     | ECU Equador   | 1               |                  | 1                 | 2     | 2               |
| 4     | VEN Venezuela | 1               |                  |                   | 1     | 6               |
| 5     | ARG Argentina |                 | 2                |                   | 2     | 2               |
| 6     | PER Peru      |                 | 1                | 1                 | 2     | 2               |
| 7     | COL Colômbia  |                 |                  | 1                 | 1     | 6               |
| TOTAL | TOTAL         | 5               | 5                | 5                 | 15    | —               |